# Linhomoeus undulatus
Linhomoeus undulatus is een rondwormensoort uit de familie van de Linhomoeidae.